# Seznam italijanskih imen slovenskih krajev
Seznam vsebuje poitalijančena imena slovenskih krajev. Vključena so imena slovenskih krajev, ki so jih italijanske oblasti poitalijančile po vzpostavitvi Rapalske meje, Italijani pa táko poimenovanje uporabljajo še danes.
V seznam niso vključeni kraji, ki imajo dejansko že od nekdaj izvirno italijansko obliko imena, ker so tam Italijani že od nekdaj avtohtono naseljeni (npr.: Capodistria - Koper, Isola - Izola, ipd).
Seznam je urejen po občinah.

### Ajdovščina
- Aidussina - Ajdovščina
- Battuglia - Batuje
- Bella di Vipacco - Bela
- Bosco - Gozd
- Bria dei Furlani - Brje
- Budagne - Budanje
- Camigna - Kamnje
- Campolongo - Dolga Poljana
- Cernizza Goriziana - Črniče
- Cosmani - Kožmani
- Cucco - Kovk
- Dobraule di Santa Croce - Dobravlje
- Dolegna di Vipacco - Dolenje
- Gabria - Gabrje
- Goiaci - Gojače
- Griuce - Grivče
- Locavizza di Aidussina - Lokavec
- Malosce - Malovše
- Montecroce di Tarnova - Križna Gora
- Ottelza - Otlica
- Placce - Plače
- Planina di Aidussina - Planina
- Pocrai del Piro - Podkraj
- Poglie piccolo - Malo Polje
- Potocce - Potoče
- Predméia - Predmeja
- Rauna - Ravna
- Sable grande - Velike Žablje
- Sable piccola - Male Žablje
- Samaria - Šmarje
- Santa Croce di Aidussina - Vipavski Križ (Sveti Križ do leta 1955)
- San Tommaso di Scrilla - Stomaž
- Sapuse - Žapuže
- Scrilla - Skrilje
- Sella del Bivio Vertovino - Selo
- Strada - Cesta
- Svino - Zavino
- Teuce - Tevče
- Ustie - Ustje
- Vertovino - Vrtovin
- Visne - Višnje
- Vodizze in Selva Piro - Vodice
- Vertazzi - Vrtovče
- Zagoli - Žagolič
- Zolla - Col

### Bovec
- Bausizza - Bavšica
- Bretto (di Mezzo) - Log pod Mangartom
- Bretto di Sopra - Strmec na Predelu
- Lepegna - Lepena
- Loga d'Oltresonzia - Log Čezsoški
- Oltresonzia - Čezsoča
- Plezzo - Bovec
- Plusina di Plezzo - Plužna
- Saga - Žaga
- Serpenizza - Srpenica
- Sonzia - Soča
- Trenta d'Isonzo - Trenta

### Brda
- Barbana nel Cóllio - Barbana (pri Fojani)
- Bella - Bela
- Bigliana - Biljana
- Brizza di Cosbana - Brdice pri Kožbani
- Brizza di Nebola - Brdice pri Neblem
- Breg di Collobrida - Breg pri Golem Brdu
- Brestie - Brestje
- Bresovicco - Brezovk
- Castelletto Zeglo - Ceglo
- Castel Dobra - Dobrovo
- Cero di sopra - Gornje Cerovo
- Cero di sotto - Dolnje Cerovo
- Claunicco - Hlevnik
- Colmo - Hum
- Collobrida - Golo Brdo
- Cosana nel Cóllio - Kozana
- Cosarno Santo Spirito - Kozarno
- Cosbana nel Cóllio - Kožbana (v Brdih)
- Crasena Furlana - Krasno
- Curso - Hruševlje
- Dornovico - Drnovk
- Fleana - Fojana
- Gradina - Gradno
- Gugnazze - Gonjače
- Imegna - Imenje
- Nebola - Neblo
- Nosna - Nozno
- Plessiva di Medana - Plešivo
- Poggio San Valentino - Podsabotin
- Prestava - Pristavo
- Quisca - Kojsko
- Salimbergo - Zali Breg
- San Lorenzo di Nebola - Šlovrenc
- San Martino (di Quisca) - Šmartno (pri Kojskem)
- Senicco - Senik
- Slapnico - Slapnik
- Slauce - Slavče
- Snesatno - Snežatno
- Solesenchia - Snežeče
- Vedrignano - Vedrijan
- Vercoglia di Quisca - Vrhovlje pri Kojskem
- Vercoglia di Cosbana - Vrhovlje pri Kožbani
- Vipulzano - Vipolže
- Visnovicco - Višnjevik

### Divača
- Auremo di sopra - Gornje Vreme
- Auremo di sotto - Dolnje Vreme
- Barca - Barka
- Bettania - Betanja
- Brese - Brežec pri Divači
- Cacitti - Kačiče
- Cave Auremiane - Vremski Britof
- Cosiane - Kozjane
- Divaccia - Divača
- Famie - Famlje
- Gaberce Auremiano - Gabrče
- Gradischie di San Canziano - Gradišče pri Divači
- Goricce del Timavo - Goriče pri Famljah
- Lase - Laže
- Lesecce Auremiano - Gornje Ležeče
- Lesecce di San Canziano - Dolnje Ležeče
- Mattauno - Matavun
- Nacla San Maurizio - Naklo
- Nigrignano - Podgrad pri Vremah
- Ostrovizza - Ostrovica
- Otosce - Otošče
- Potocce di Villabassa - Potoče
- San Canziano (della Grotta) - Škocjan (pri Škocjanskih jamah)
- Scoffe - Škoflje
- Senosecchia - Senožeče
- Sinadole - Senadole
- Varea - Vareje
- Vattoglie - Vatovlje
- Villabassa di Senosecchia - Dolenja vas
- Villa Mislice - Misliče
- Zaverco - Zavrhek

### Hrpelje - Kozina
- Artuise - Artviže
- Baccia di Matteria - Bač pri Materiji
- Becca - Beka
- Bresenza del Taiano - Prešnica
- Bresovizza - Brezovica
- Bresovoberdo - Brezovo Brdo
- Calcizza - Kovčice
- Chervari - Krvavi potok
- Cosina - Kozina
- Coticcina - Hotniča
- Erpelle - Hrpelje
- Giavorie - Javorje
- Golazzo - Golac
- Gradischie di Castelnuovo - Gradišče pri Materiji
- Gradiscizza - Gradišica
- Loce Grande - Velike Loče
- Marcossina - Markovščina
- Matteria - Materija
- Mersane - Mrše
- Micheli - Mihele
- Nazire - Nasirec
- Obrovo Santa Maria - Obrov
- Occisla - Ocizla
- Orecca - Orehek pri Materiji
- Petrigna - Petrinje
- Pogliane di Castelnuovo - Poljane pri Podgradu
- Patisane - Povžane
- Roditti - Rodik
- Rosizze - Rožice
- San Pietro di Madrasso - Klanec pri Kozini
- Scandaussina - Skanščina
- Slivia di Castelnuovo - Slivje
- Sloppe - Slope
- Tatre (della Birchinia) - Tatre (v Brkinih)
- Tublie di Erpelle - Tublje pri Hrpeljah
- Verpogliano - Vrhpolje

### Ilirska Bistrica
- Baccia di Bisterza - Bač
- Berdo di Elsane - Veliko Brdo
- Berdo San Giovanni - Janeževo Brdo
- Berze di Torrenova - Brce
- Bittigne di sopra - Gornja Bitnja
- Bittigne di sotto - Dolnja Bitnja
- Buccovizza Grande - Velika Bukovica
- Buccovizza Piccola - Mala Bukovica
- Carie - Harije
- Castel Iablanizza - Jablanica
- Céglie - Čelje
- Coritenza di Bisterza - Koritnice
- Cossese - Koseze
- Cottésevo - Kuteževo
- Cracinanova - Novokračine
- Crussizza di Castelnuovo - Hrušica
- Castelnuovo d'Istria - Podgrad
- Cuie - Huje
- Dolegne di Elsane - Dolenje pri Jelšanah
- Elsane - Jelšane
- Eriacci - Rjavče
- Fabice - Fabci
- Fontana del Conte - Knežak
- Gabrega - Gabrk
- Iasena di Bisterza - Jasen
- Locce Piccola - Male Loče
- Merecce - Mereče
- Monforte del Timavo - Ostrožno Brdo
- Monte Chilovi - Kilovče
- »Nevoso« - Snežnik
- Paulizza - Pavlica
- Pobese - Podbeže
- Tabor di Sémbie - Podtabor
- Poglie - Dobro Polje
- Postegna - Podstenje
- Postegnesca - Podstenjšek
- Pregara - Pregarje
- Prelose San Egidio - Prelože
- Primano - Prem
- Racizze - Račice
- Ratecevo in Monte - Ratečevo Brdo
- Sabogna - Sabonje
- Sarecce - Zarečje
- Sarecizza in Val Timavo - Zarečica
- Sémbie - Šembije
- Sméria - Smrje
- Sose - Soze
- Starada - Starod
- Studena in Monte - Studena Gora
- Sussa - Susak
- Terciano - Trpčane
- Tomigna - Tominje
- Topolza - Topolc
- Villa del Nevoso (Bisterza) - Ilirska Bistrica
- Villanova di Elsane - Nova vas pri Jelšanah
- Villa Podigraie - Podgraje
- Verbizza - Vrbica
- Verbovo - Vrbovo
- Zabice Castelvecchio - Zabiče
- Zaielse - Zajelšje
- Zemon di sotto - Dolnji Zemon
- Zemon di sopra - Gornji Zemon

### Kanal ob Soči
- Aiba - Ajba
- Anicova (tudi Anicova Corada) - Anhovo
- Salona d'Isonzo - Anhovo in Deskle (enotna občina)
- Auzza - Avče
- Bodres - Bodrež
- Descla - Deskle
- Doblari - Doblar
- Goregna di Canale - Gorenja vas
- Cal di Canale - Kal nad Kanalom
- Cambresco - Kambreško
- Canale d’Isonzo - Kanal (ob Soči)
- Verco di Canale - Kanalski Vrh
- Pieve di Leupa - Levpa
- Liga (di Canale) - Lig (nad Kanalom)
- Villa Morsca - Morsko
- Plava - Plave
- Ronzina - Ročinj
- Ouscie - Seniški Breg
- Ucagne - Ukanje
- Zapotocco - Zapotok

### Kobarid
- Aussa - Avsa
- Boreana - Borjana
- Bergogna - Breginj
- Caporetto - Kobarid
- Comes - Homec
- Cossis - Koseč
- Creda - Kred
- Dresenza Piccola - Drežnica
- Geserza - Jezerca
- Idresca d’Isonzo - Idrsko
- Iusceco - Jevšček
- Libussina - Libušnje
- Longo - Logje
- Luico - Livek
- Magosti - Magozd
- Molin d’Idresca - Mlinsko
- Montenero di Caporetto - Krn
- Perati di Luico - Perati
- Podibela (S. Elena al Natisone) - Podbela
- Potocchi di Creda - Potoki
- Raune di Dresenza - Drežniške Ravne
- Raune di Luico - Livške Ravne
- Robis - Robič
- Robedischis - Robidišče
- Sedula - Sedlo
- Sella di Caporetto - Staro Selo
- Smasti - Smast
- Stanovischis - Stanovišče
- Susida - Sužid
- Ternova d’Isonzo - Trnovo ob Soči
- Ursina - Vrsno
- Villa Svina - Svino

### Komen
- Brestovizza in Valle - Brestovica pri Komnu
- Boriano - Brje pri Komnu
- Castelgiovanni - Ivanji Grad
- Cecovini - Čehovini
- Cippi - Čipnje
- Clanzi in Valle - Klanec pri Komnu
- Cobidil San Gregorio - Kobdilj
- Cobbia - Kobjeglava
- Cobolli - Koboli
- Codreti - Kodreti
- Comeno - Komen
- Crussevizza - Hruševica
- Diuci - Divči
- Dolanzi - Dolanci
- Gabrovizza - Gabrovica pri Komnu
- Goriano - Gorjansko
- Lissiachi - Lisjaki
- Locavizza di San Daniele - Lukovec
- Presserie - Preserje pri Komnu
- Rubbia - Rubije
- San Daniele del Carso - Štanjel
- Scherbina - Škrbina
- Scoffi - Škofi
- Sibeglia - Šibelji
- Sutta - Sveto
- Tomasevizza - Tomačevica
- Trevisani - Trebižani
- Tupelce - Tupelče
- Valle - Vale
- Vallepiccola - Mali Dol
- Vescotti - Večkoti
- Villa Nadrosizza - Nadrožica
- Volci - Volčji Grad
- Zagraie - Zagrajec
- Zollava - Coljava

### Koper
- Acquaviva dei Vena - Rakitovec
- Albaro Vescova di Sotto - Spodnje Škofije
- Albaro Vescova di Sopra - Zgornje Škofije
- Antignano - Tinjan
- Babici - Babiči
- Belvedere - Belvedur
- Besovizza - Bezovica
- Boste - Boršt
- Brese di Piedimonte - Brežec pri Podgorju
- Brestovizza di Gradigne - Brezovica pri Gradinu
- Briz - Brič
- Bucciai - Bočaji
- Buttari - Butari
- Carcase - Krkavče
- Carli - Karli
- Carnizza - Krnica
- Castel - Kastelec
- Centora - Čentur
- Cernotti - Črnotiče
- Cesari - Čežarji
- Collepiano-Boschini  - Koromači - Boškini
- Coslovici - Kozloviči
- Covedo - Kubed
- Cristoglie - Hrastovlje
- Dilizze - Dilici
- Corte - Dvori
- Figarola - Smokvica
- Figarola di Dragogna - Fijeroga
- Gabrovizza - Gabrovica pri Črnem Kalu
- Galantici - Galantiči
- Gason - Gažon
- Geme - Glem
- Gradigne - Gradin
- Gracischie - Gračišče
- Elleri - Elerji (prej Jelarji)
- Laura - Labor
- Lonche - Loka
- Loparo - Lopar
- Luchini - Lukini
- Manzano - Manžan
- Maresego - Marezige
- Marsici - Maršiči
- Mocenighi - Močunigi
- Monte di Capodistria - Šmarje
- Montetoso - Grintovec
- Montignano - Montinjan
- Nigrignano - Grinjan
- Olica - Olika
- Ospo - Osp
- Paugnano - Pomjan
- Perai - Peraji
- Pisari - Pisari
- Piedimonte d'Istria - Podgorje
- Plavia - Plavje
- Poletici - Poletiči
- Popecchio - Podpeč
- Pobeghi - Pobegi
- Popetra - Popetre
- Prapoce - Praproče
- Pregara - Pregara
- Prelocca - Predloka
- Puzzole - Puče
- Risano - Rižana
- Rosario - Rožar
- Sali sul Risano - Kortine
- Sanigrado - Zanigrad
- Sant'Antonio - Sv. Anton
- San Sergio - Črni Kal
- San Servolo - Socerb
- San Quirico - Sočerga
- Sasseto - Zazid
- Sechi - Šeki
- Sergassi - Srgaši
- Sirci - Sirči
- Socolici - Sokoliči
- Tersecco - Trsek
- Toppolo di Belvedere - Topolovec
- Trebesse - Trebeše
- Tribano - Triban
- Truscolo - Truške
- Tuliachi - Tuljaki
- Valmorasa - Movraž
- Vanganello - Vanganel
- Villa Decani - Dekani (prej Pasja vas)
- Villa Manzini - Cepki
- Villadolo - Dol pri Hrastovljah
- Zabavia - Zabavlje
- Zupancici - Župančiči

### Miren - Kostanjevica
- Biglia - Bilje
- Boscomalo - Hudi Log
- Castagnevizza del Carso - Kostanjevica na Krasu
- Corita - Korita na Krasu
- Lippa di Comeno - Lipa
- Merna - Miren
- Novavilla - Nova vas
- Novello - Novelo
- Opacchiasella - Opatje Selo
- Raccogliano - Orehovlje
- Loquizza - Lokvica
- Seghetti - Segeti
- Sella delle Trincee - Sela na Krasu
- Temenizza - Temnica
- Vertazzi - Vrtoče
- Voissizza - Vojščica

### Nova Gorica
- Aisovizza - Ajševica
- Arcioni - Arčoni
- Bainsizza - Banjšice
- Battaglia della Bainsizza - Bate
- Berdo - Brdo
- Branizza - Spodnja Branica
- Boccavizza - Bukovica
- Carbonari - Voglarji
- Casali Nenzi - Nemci
- Chiapovano - Čepovan
- Gradiscutta (in Val Vipacco) - Gradišče nad Prvačino
- Gargaro - Grgar
- Lasna Valfredda - Lazna
- Locavizza di Canale - Lokovec
- Locca - Loke
- Loqua - Lokve
- Luchesia - Lukežiči
- Martinucci - Martinuči
- Merliachi - Merjaki
- Moncorona - Kromberk
- Mogorini - Mohorini
- Montespino - Dornberk
- Montevecchio - Stara Gora
- Ossecca Vittuglia - Osek
- Osseglie - Oševljek
- Ossegliano - Ozeljan
- Castel Spagnolisce - Renški Podkraj
- Potocce di Montespino - Potok pri Dornberku
- Pressérie di Rifembergo - Preserje (nad Branikom)
- Prestava - Pristava
- Prevacina - Prvačina
- Ranziano - Renče
- Raune - Grgarske Ravne
- Raunizza - Ravnica
- Rifembergo - Branik
- Salcano - Solkan
- Salozze - Zalošče
- San Mauro - Šmaver
- San Michele - Šmihel
- Sasseto - Saksid
- Sembasso - Šempas
- Tabor di Montespino - Tabor (nad Dornberkom)
- Tarnova della Selva - Trnovo
- Valvociana - Volčja Draga
- Vittuglia - Vitovlje
- Voghersca (Ville Montevecchio) - Vogrsko
- Zigoni - Žigoni

### Pivka
- Buie del Timavo - Buje
- Cal di San Michele - Kal
- Ceppeno - Čepno
- Clenico - Klenik
- Cossana di sopra - Gornja Košana
- Cossana di sotto - Dolnja Košana
- Drescozze - Drskovče
- Grazza - Gradec
- Nadagna - Nadanje Selo
- Narini - Narin
- Neverche - Neverke
- Palci - Palčje
- Parie - Parje
- Petteline - Petelinje
- Prestava Grande - Velika Pristava
- Prestava Piccola - Mala Pristava
- Ribenizza - Ribnica
- Sagória San Michele - Zagorje
- San Giorgio (Giursici)  - Juršče
- San Michele - Šmihel
- San Pietro del Carso - Pivka (Šempeter na Krasu)
- Selze di San Pietro - Selce
- Sussizza Nuova - Nova Sušica
- Sussizza Vecchia - Stara Sušica
- Succoria - Suhorje
- Tergni - Trnje
- Villa Sant'Andrea - Slovenska vas (Nemška vas)
- Volce Auremiano - Volče

### Postojna
- Bresie - Brezje pod Nanosom
- Bucúie - Bukovje
- Berdo grande - Velika Brda
- Berdo piccolo - Mala Brda
- Castel Lueghi - Predjama
- Cocce - Koče
- Crástie di Postumia - Hrašče
- Crenovizza - Hrenovice
- Cruscevie - Hruševje
- Goregna di Bucúie - Gorenje
- Goricce (Carentano) - Goriče
- Grobisce - Grobišče
- Landolo - Landol
- Mattegna - Matenja Vas
- Oblisca di Postúmia - Belsko
- Oblisca grande (di Crenovizza) - Veliko Ubeljsko
- Oblisca piccola (di Crenovizza) - Malo Ubeljsko
- Orecca di Postumia - Orehek
- Otocco piccolo - Mali Otok
- Otocco grande - Veliki Otok
- Planina (Grotte) - Planina
- Postúmia - Postojna
- Prestrane - Prestranek
- Prevallo - Razdrto
- Pridilza - Dilce
- Raccolico - Rakulik
- Rachiteni - Rakitnik
- Sagona - Zagon
- Saiecce Castelvecchio - Sajevče
- San Michele di Crenovizza - Šmihel pod Nanosom
- Slavigne - Slavinje
- Stara di Postúmia - Stara vas
- Stermizza (Mater Dei) - Strmica
- Studenza - Studenec
- Villa Slavina - Slavina
- Zeie - Žeje

### Sežana
- Alber di Sesana - Avber
- Brestovizza di Poverio - Brestovica pri Povirju
- Berie (di Capriva) - Brje (pri Koprivi)
- Capriva del Carso - Kopriva
- Cartinozza - Krtinovica
- Casali Maizzeni - Majcni
- Casigliano di Sesana - Kazlje
- Corgnale - Lokev
- Cossovello - Kosovelje
- Cregolischie - Kregolišče
- Crepegliano - Kreplje
- Cribi - Hribi
- Croce di Tomadio - Križ (pri Tomaju)
- Danna - Dane (pri Sežani)
- Dobraule di Tomadio - Dobravlje (pri Tomaju)
- Dolegna di San Giacomo - Dolenje (pri Štjaku)
- Duttogliano - Dutovlje
- Filippi - Filipčje Brdo
- Godignano - Godnje
- Goregna di Poverio - Gorenje pri Divači (pri Povirju)
- Gradisca di San Giacomo - Gradišče pri Štjaku
- Gradigne di Sesana - Gradnje
- Gracovo di Tomadio - Grahovo Brdo
- Grise - Griže
- Giacozze - Jakovce
- Lipizza - Lipica
- Machinici - Mahniči
- Merciano - Merče
- Monte Urábice - Vrabče
- Monrupino Stazione - Dol pri Vogljah
- Orle - Orlek
- Paniqua - Ponikve
- Plessia di Poverio - Plešivica
- Pliscovizza della Madonna - Pliskovica
- Poglie Grande - Veliko Polje
- Pollane - Poljane pri Štjaku
- Poverio - Povir
- Prelose di Corgnale - Prelože pri Lokvi
- Pristava - Pristava
- Rassa - Raša
- Raune di San Giacomo - Ravnje
- Rasguri - Razguri
- Senadole - Senadolice
- Santa Maria di Sesana - Šmarje pri Sežani
- San Giacomo in Colle - Štjak
- San Tommaso della Rassa - Stomaž
- Scoppo - Skopo
- Sella - Selo
- Sella di San Giacomo - Sela
- Seppuglie - Šepulje
- Sesana - Sežana
- Sirie - Žirje
- Storie - Štorje
- Tomadio - Tomaj
- Tuble di Boriano - Tublje pri Komnu (pri Brjah)
- Uttoglie - Utovlje
- Vallegrande - Veliki Dol
- Vercogliano di Monrupino - Vrhovlje
- Villa Cargna - Krajna Vas
- Villanova - Nova Vas
- Villa Podibrese - Podbreže
- Vogliano - Voglje

### Šempeter - Vrtojba
- San Pietro di Gorizia - Šempeter pri Gorici
- Vertoiba - Vrtojba

### Tolmin
- Baccia di Modrea - Bača pri Modreju
- Baccia di Piedicolle - Bača pri Podbrdu
- Camina - Kamno
- Cal - Kal
- Chiesa San Giorgio - Kneža
- Coritenza - Koritnica
- Ciadra - Čadrg
- Cighino - Čiginj
- Clavice - Klavže
- Colle Pietro - Petrovo Brdo
- Coritenza - Koritnica
- Cosarsa - Kozaršče
- Cosmeriza - Kozmerice
- Cucco di Gracova - Kuk
- Dollia - Dolje
- Dobrocenie - Drobočnik
- Gabria di Tolmino - Gabrje
- Gracova Serravalle - Grahovo ob Bači
- Grudenza - Grudnica
- Iusina - Hudajužna
- Idria di Baccia - Idrija pri Bači
- Loia - Loje
- Logarschie - Logaršče
- Log di sopra - Gorenji Log
- Lom di Canale - Kanalski Lom
- Lom di Tolmino - Tolminski Lom
- Lubino - Ljubinj
- Modrea - Modrej
- Modreuzza - Modrejce
- Monte San Vito - Šentviška Gora
- Monte Snoile - Znojile
- Oblocca - Obloke
- Paniqua - Ponikve
- Pecine - Pečine
- Piedicolle - Podbrdo
- Piedimelze - Podmelec
- Poglizze di Monte San Vito - Polje (»Poljice«)
- Polubino - Poljubinj
- Porsenna - Porezen
- Prapeno di Lubino - Prapetno
- Prapeno del Monte - Prapetno Brdo
- Rauna di Piedimelze - Kneške Ravne
- Rauna di Tolmino - Tolminske Ravne
- Rutte di Gracova - Rut
- Rutte di Volzana - Volčanski Ruti
- Sabbice di Tolmino - Žabče
- Sacria - Zakraj
- Santa Lucia d’Isonzo - Most na Soči
- Sant’Osvaldo - Stržišče
- Sella di Piedimelze - Sela nad Podmelcem
- Sella di Volzana - Sela pri Volčah
- Sellischie di Tolmino - Selišče
- Selze di Caporetto - Selce
- Slappe d’Idria - Slap ob Idrijci
- Sottolmino - Zatolmin
- Stopenico - Stopnik
- Temeline - Temljine
- Tertenico - Trtnik
- Tribussa Inferiore - Dolenja Trebuša
- Tribussa Superiore - Gorenja Trebuša
- Tolmino - Tolmin
- Vetta di Monte San Vito - Bukovski Vrh
- Vollaria - Volarje
- Volzana - Volče
- Zaraban - Zadlaz

### Vipava
- Dobbia di San Tommaso - Duplje
- Ersel in Monte - Erzelj
- Gozza - Goče
- Gradischie di Vipacco - Gradišče pri Vipavi
- Losizze - Lozice
- Lose - Lože
- Mance - Manče
- Oreccovizza - Orehovica
- Piediriva - Podbreg
- Podraga - Podraga
- Pogricci - Podgrič
- Porecci del Vipacco - Poreče (pri Vipavi)
- San Vito di Vipacco - Podnanos
- Senabor Val di Bella - Sanabor
- Slappe Zorzi - Slap
- Verpogliano - Vrhpolje
- Vipacco - Vipava
- Zemono - Zemono